# Lunca Mureșului, Alba
Lunca Mureșului, mai demult Cucerdea Secuiască, (în maghiară Székelykocsárd, colocvial Kocsárd) este satul de reședință al comunei cu același nume din județul Alba, Transilvania, România.

## Așezare
Localitatea Lunca Mureșului este situată în zona de contact a Câmpiei colinare a Turzii cu terasele de pe dreapta văii Mureșului.

## Istoric
Localitatea este atestată documentar din anul 1291 sub numele Terra Kichard.
Pe Harta Iosefină a Transilvaniei din 1769-1773 (Sectio 140) localitatea apare sub numele de Szekely Kotsárd. 
Până în anul 1876 satul a aparținut Scaunului Secuiesc al Arieșului. 
În perioada interbelică a făcut parte din județul Turda, plasa Câmpia Turzii.

## Date geologice
În perimetrul acestei localități s-a pus în evidență prezența unei acumulări de sare gemă.

## Demografie
La recensământul din 1850 au fost înregistrați 1.631 locuitori, dintre care 807 români, 635 maghiari și 189 romi.

## Lăcașuri de cult
- Biserica reformată, edificiu din anul 1676.
- Biserica de lemn „Pogorârea Sf. Duh și Sf. Arhangheli” din anul 1723, cu adăugiri din secolul al XIX-lea și cu picturi interioare executate în anul 1810 de Popa Nicolae. Biserica este înscrisă pe lista monumentelor istorice din județul Alba[3] elaborată de Ministerul Culturii și Patrimoniului Național din România în anul 2010.
- Biserica „Izvorul Tămăduirii”, 1996.

## Transporturi
În perimetrul localității se află Gara Războieni și halta Lunca Mureșului.
Gara Războieni, aflată și în prezent pe teritoriul satului Lunca Mureșului, s-a numit până în anul 1918 "Gara Székelykocsárd" („Gara Cucerdea Secuiască”).

## Personalități
Simion Lazăr , Intemeietorul Școlii românești din Lunca Mureșului la anul 1919.
- Sándor Kónya-Hamar (n. 1948), scriitor

## Galerie de imagini

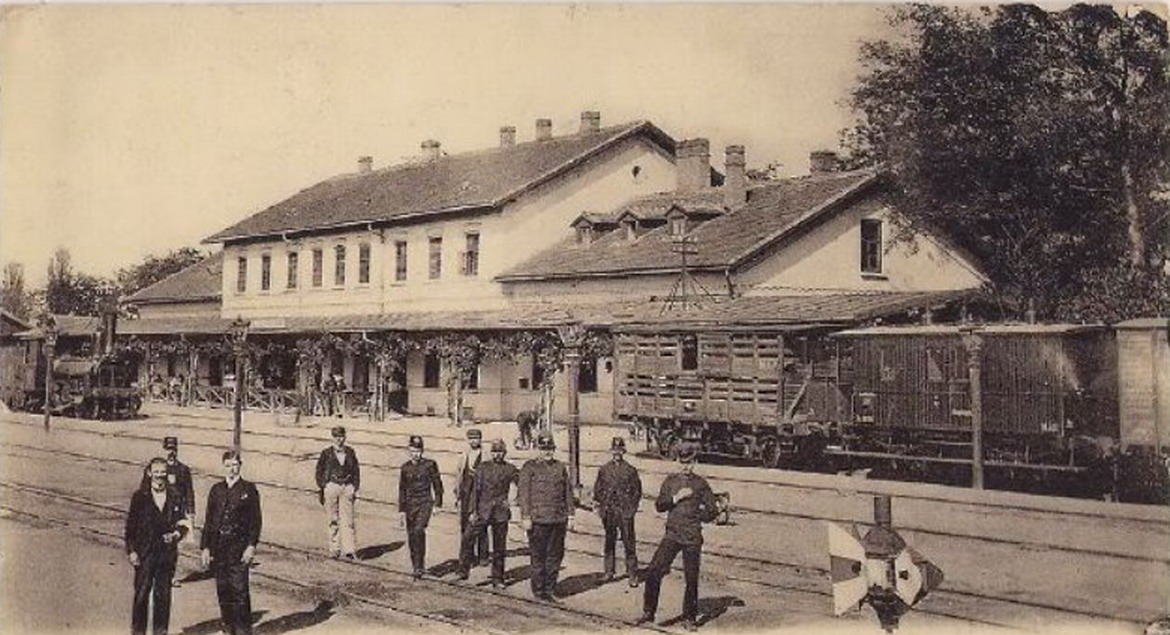
Fosta Gară Cucerdea Secuiască (azi Gara Războieni) în anul 1910
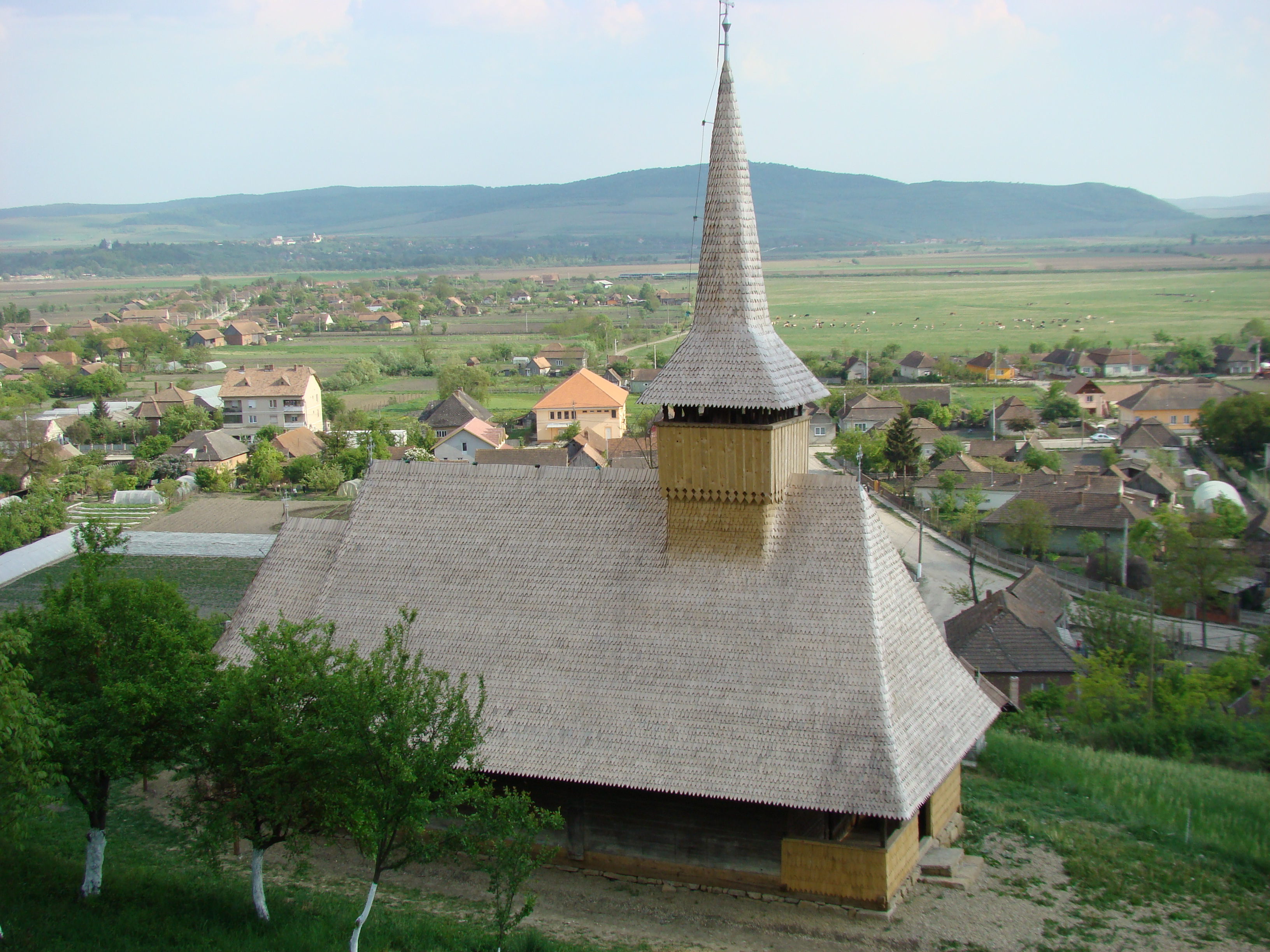
Biserica de lemn
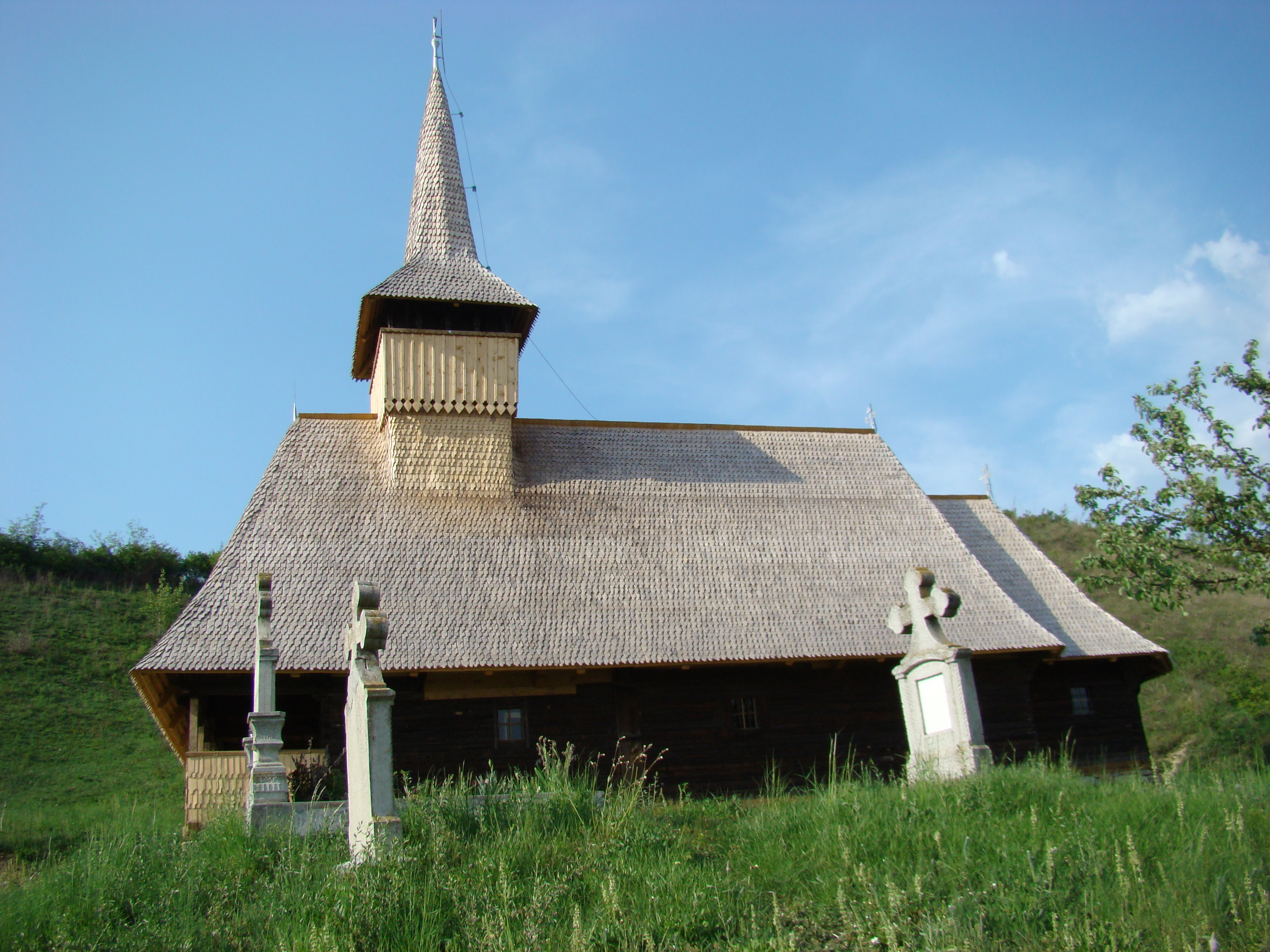
Biserica de lemn
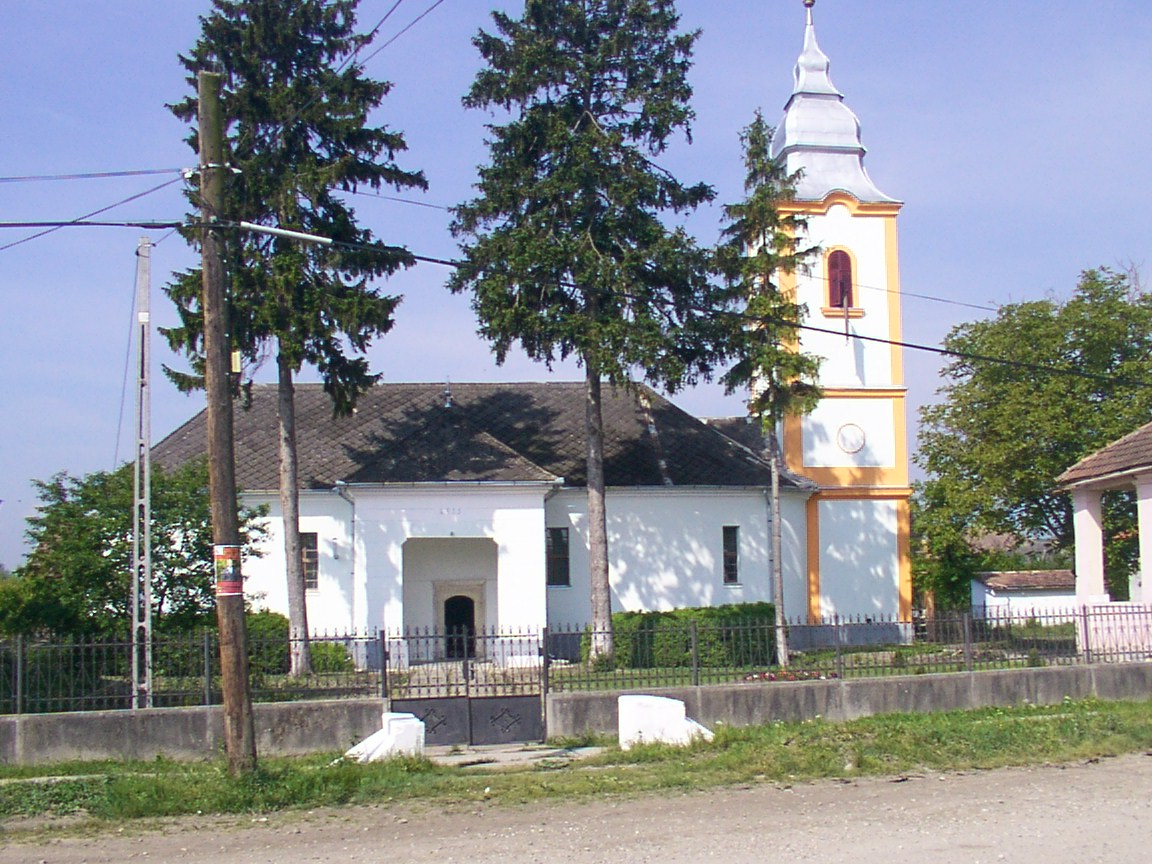
Biserica Reformată-Calvină
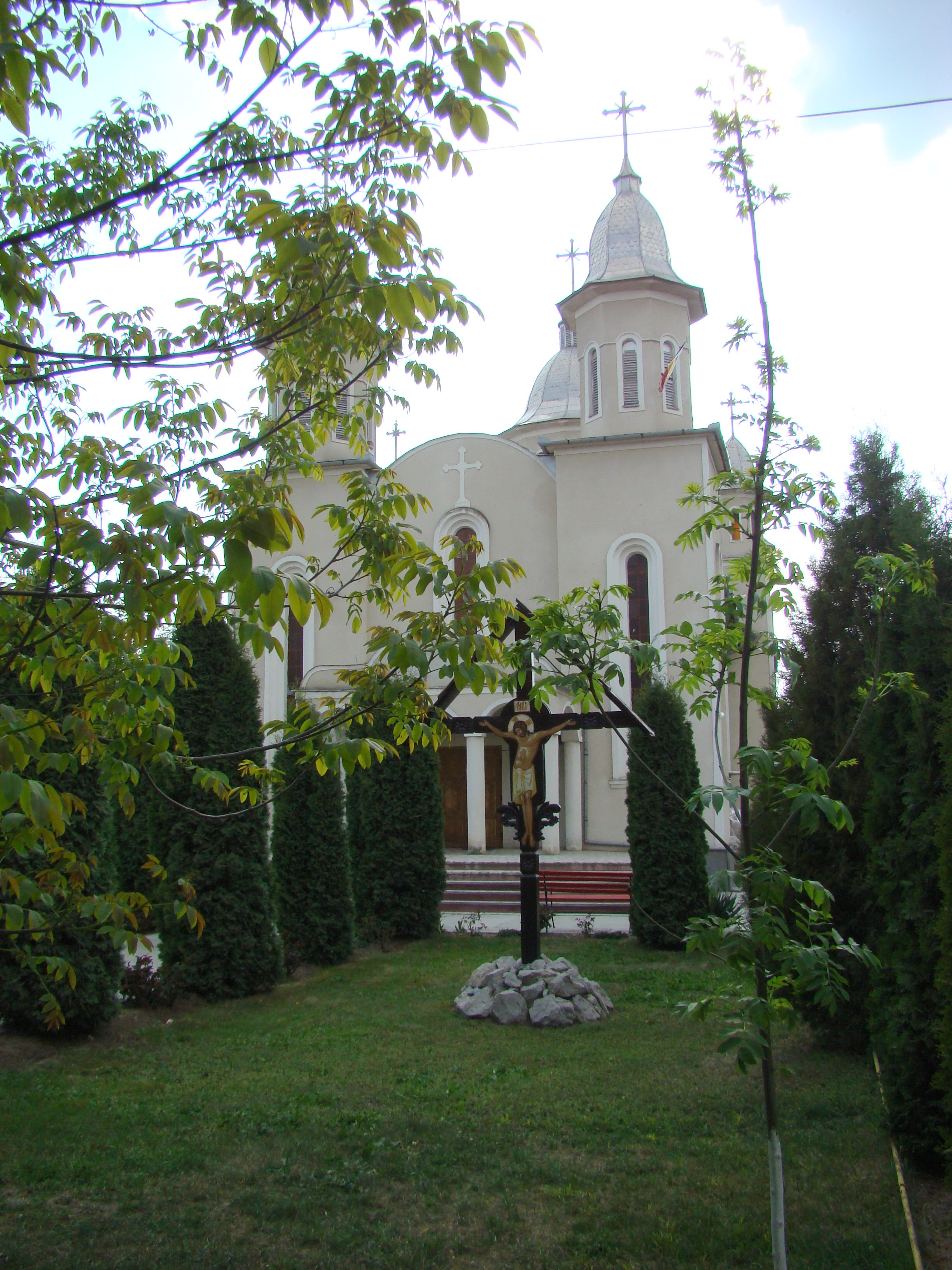
Biserica ortodoxă „Izvorul Tămăduirii"
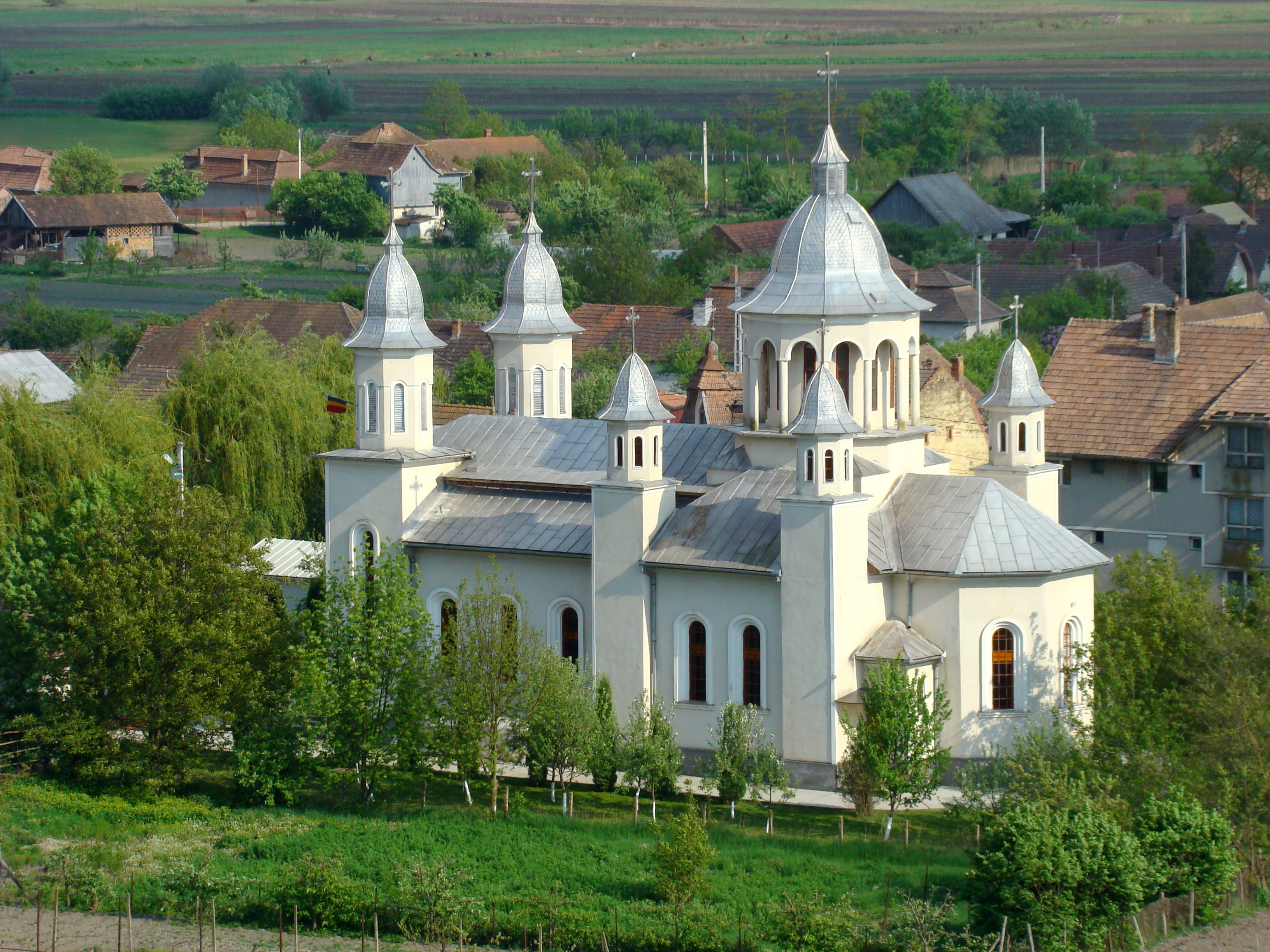
Biserica ortodoxă „Izvorul Tămăduirii"